# Alaverdi (Armenia)
Alaverdí (armenio: Ալավերդի) es una comunidad urbana de Armenia perteneciente a la provincia de Lorri.
En 2011 tiene 13 343 habitantes.
Fue fundada en 1899 como poblado ferroviario de la línea que unía Tiflis con Guiumri. Su nombre hasta 1935 fue Manés, en honor al ingeniero francés que dirigió el proyecto. Su historia está ligada a la minería e industria del cobre.
Se sitúa en la parte septentrional de la provincia sobre la carretera M6. El río Debet atraviesa la localidad.
En la periferia de esta comunidad urbana se halla el pueblo de Sanahin, famoso por albergar el monasterio de Sanahin.

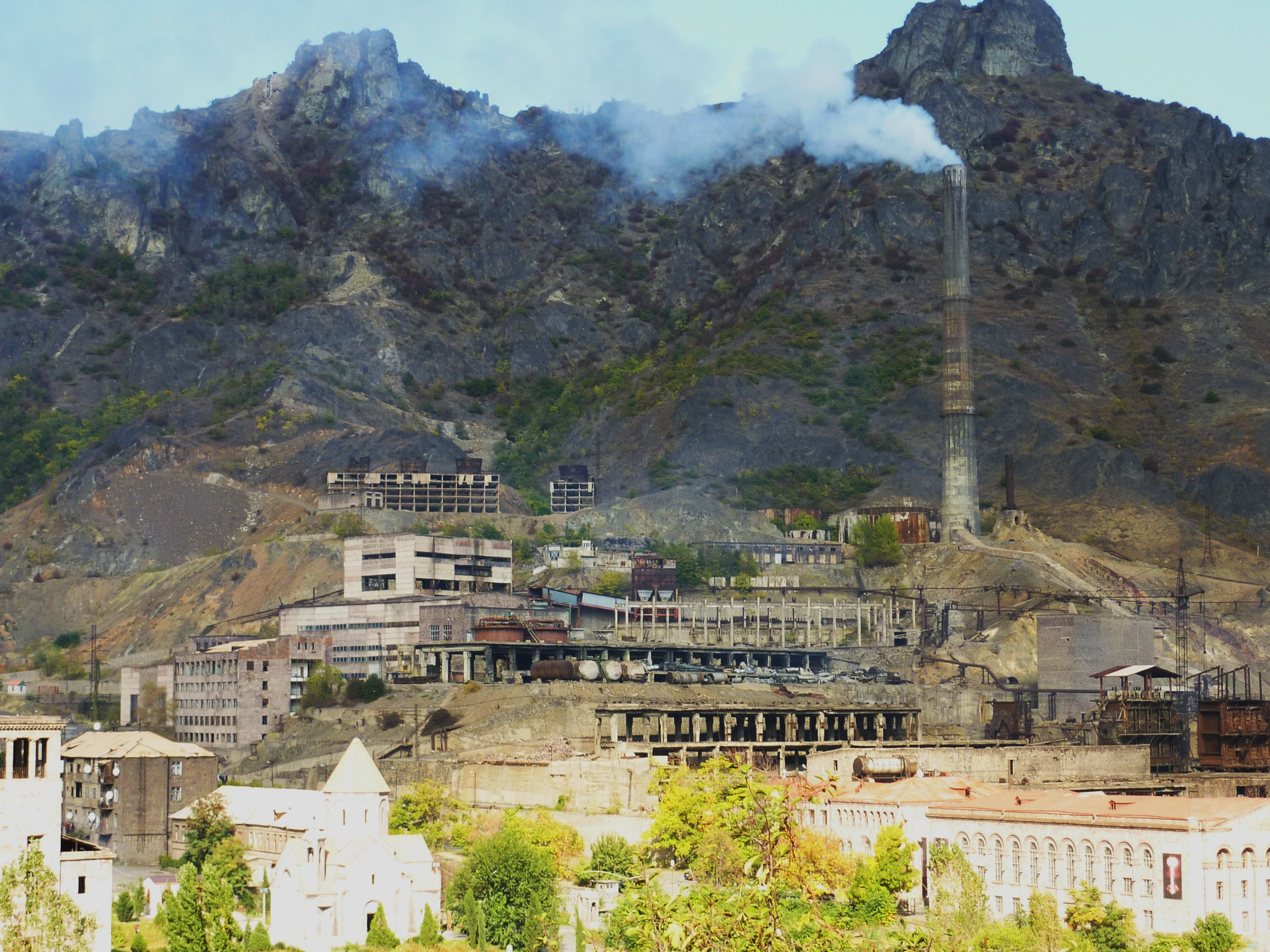
Fundición de cobre de Alaverdí

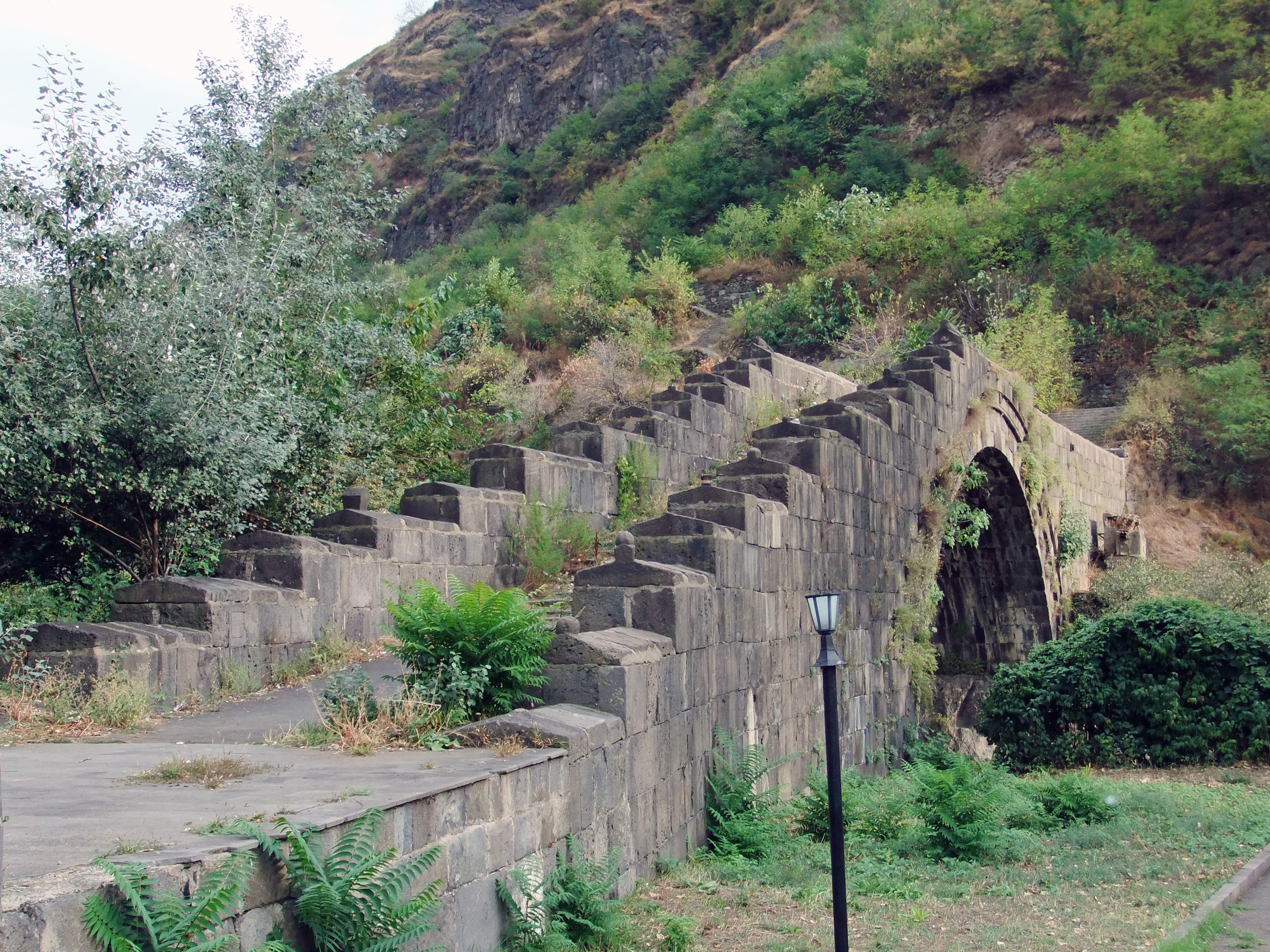
Puente medieval de Alaverdí a Sanahin (1192)